# 叶田明日菜
叶田 明日菜（かなたあすな、3月24日 - ）は、日本の女優であり、女性アイドルグループ・ヒロイックニューシネマのメンバーである。lonely planet元メンバー。ミスiD 2022ファイナリスト。神奈川県出身。

## 経歴
- 小4から舞台活動を実施しており、一度活動休止したが再び舞台活動を再開。
- 2019年　女性アイドルグループ・lonely planetのリーダー「Asuna」としてアイドル活動を開始
- 2021年　lonely planetの現体制終了に伴い脱退。
- 2022年　ミスID2022ファイナリストに選ばれる。[1]
- 2023年　女性アイドルグループ「ヒロイックニューシネマ」に「叶田明日菜」として加入

## 人物
- 漫画が好き（『ちひろさん』、『シュガシュガルーン』）。
- Mac派でiPhoneとiPad、MacBookを所有する。[2]
- コスプレやアニクラのスタッフをする際は「カルゴチャン」という名で活動している。理由はエスカルゴの食わず嫌いを治したいから。
- 目標の人はアニメ『アイカツオンパレード』に登場する大空あかり
- 好きな人は大森靖子。
- 高校3年生の卒業直前に化粧を始める。当時は「トンチキメイク」だったが、認知症の祖母をお見舞いに行った時の祖母の言葉をきっかけに本格的に化粧を学びだす。SEGA原作の舞台『ゴールデンアックス』に出演した際には元SDN48メンバー、現女優の小原春香のアイメイクを行う。[3]
- 遠藤瑠香、市倉有菜、巴山萌菜の武道館のライブまで追いかける熱心なファンである。その後遠藤瑠香とは舞台「逢魔が刻に」で、遠藤瑠香、市倉有菜、巴山萌菜とは「Rainbow Fes 10th」にて対バンを行い、「夢は見るものじゃない。叶えるものだよ」と証明する。[4]

- 叶田明日菜の名前は『けものフレンズ』、『アイカツ』のプロデューサーを勤めた細谷伸之に、本名やアイカツに出てくる曲の歌詞、大空あかりなどの要素を入れて名付けてもらったものである。

## 出演

### Web
- ゴールデンボンバー「101回目の呪い」告知用 MV - あきこ役（2013年）[5]

### TV
- ファミリーヒストリー 「高橋克典～特攻を覚悟した父・絶望の中で音楽と出会う～」（2013年1月7日、NHK） - 女子生徒 役
- ドラマ「センチネル2」（2019年12月25日、チバテレ） - ラセツ 役[6]

### 舞台
主演は太字で表記
2018年
- 「怪盗CAT～十二支だよ！全員集合！～」（touch my brassiere？Company／2018年8月15日 - 18日、大田文化の森ホール） - 歩空 役 
- 舞台「ゴールデンアックス -GOLDEN AXE-」（SPIRAL CHARIOTS／2018年12月18日 - 24日　ブディストホール） - バニティー・オルガ 役（ゴールデンアックス#舞台版）

2019年
- 「DANCE DANCE DANCE オルタナティブ」（アリスインプロジェクト／2019年2月9日 - 17日、シアターKASSAI） - 西光甘輝 役（月組）
- 三栄町LIVE＋森山剛プロデュースVol.2「うちの社長が結婚できない100の理由」（三栄町LIVE／2019年4月2日 - 14日、三栄町LIVE STAGE） - 双葉 役（A班）、よしの 役（B班）
- SPIRAL CHARIOTS 第21回本公演「HATTORI半蔵III -再舞-」（SPIRAL CHARIOTS／2019年6月5日 - 9日、六行会ホール） - 管霧アサカ 役
- 「ぼくのほんとうの話」（IKKAN Creating Works／2019年11月3日 - 10日、オメガ東京） - コウ 役
- 「アリスインアリスinデッドリースクール」（アリスインプロジェクト／2019年12月12日 - 23日、シアターKASSAI） - 宍戸舞 役（星組）

2022年
- 舞台「マジでトキメけ☆少女たち！！ ～全国高校生エネルギッシュ選手権大会～」（メイホリック／2022年2月16日 - 20日、CBGKシブゲキ!!） - 海腹海 役
- 舞台「逢魔が刻に」（アーラェアンゲリー／2022年4月29日 - 5月8日、ラゾーナ川崎プラザソル） - 疾雷/岡田純子 役
- SPIRALCHARIOTS第28回公演｢Y-1役者天下一舞闘会 RE:ゼロから｣（2022年6月29日 - 7月3日、下北沢楽園）
- 三栄町LIVE×fukui 劇 Vol.12 特別公演 「うねるペン～世界を穿つガールズハイ～」（2022年7月21日 - 7月25日、Theater新宿スターフィールド） - ネイミー 役
- 三栄町LIVE×くろばらしょうじょじごくvol.9 「堕天使は薄い本を閉じて～君のなにわ。編～」（2022年11月1日 - 13日　三栄町LIVE STAGE、11月16日 - 20日　in→dependent theatre 1st） - 天王寺天 役

### ライブ
- FiDZ×新宿SAMURAI主催「WE?IDOL～やっぱりアイドルが好きだ！～」（2022年5月23日、新宿SAMURAI）[14]
- アーラェアンゲリー主催ライブ「Rainbow Fes 10th」（2022年5月29日、新宿ANTIKNOCK）[15]

### CD
lonely planetの活動におけるCDは、lonely planetのページに記載
- 日本民話シリーズ第36弾「はずかしがりやのクマ」 - 語り手 役[16]

### イベント・その他
- 螺旋戦車PART32「HATTORI半蔵Ⅲ再舞DVDリリースイベント」（2019年9月29日、Art Live Space「Special Colors」）
- 「第二日曜劇場 百山月花の月刊ももすた編集部」公開生放送（2022年4月10日、ワロップ放送局）
- メイホリ主宰★岡本芽子生誕祭★即興劇イベント！（2022年6月4日、渋谷TAKE OFF 7）
- 「第二日曜劇場 百山月花の月刊ももすた編集部」公開生放送（2022年6月12日、ワロップ放送局）
- #ながあすお月見隊 長月明日香初生誕祭（2022年9月24日、秋葉原ディアステージ）